# Philipp Hartewig

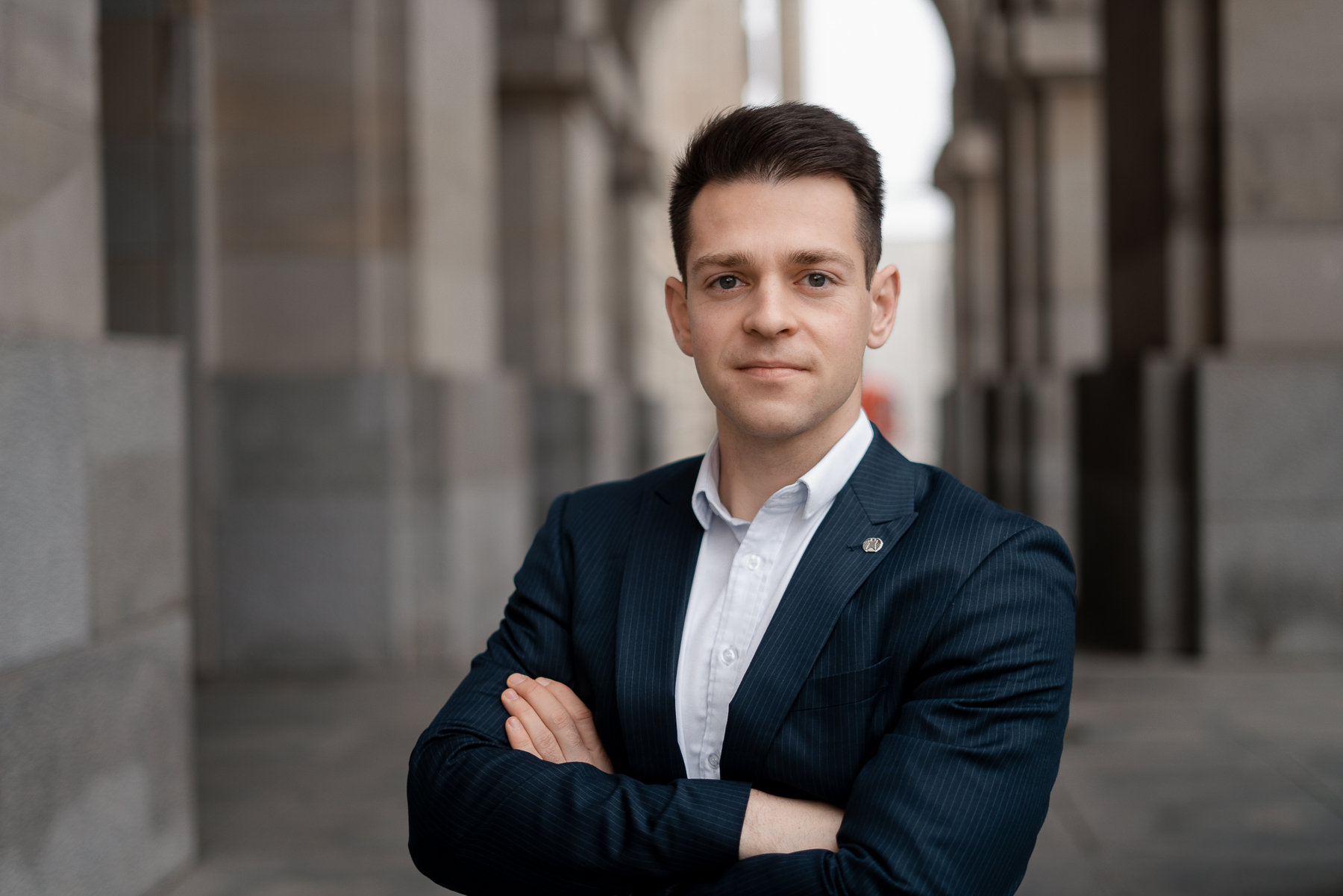
Philipp Hartewig vor dem Reichstag (2022)

Philipp Hartewig (*  5. Oktober 1994 in Chemnitz) ist ein deutscher Politiker (FDP). Er war von 2021 bis 2025 Mitglied des Deutschen Bundestages.

## Leben
Philipp Hartewig studierte nach dem Schulbesuch in Lichtenau und Mittweida Rechtswissenschaften an den Universitäten in Leipzig und Prag. Nach seinem Referendariat legte er 2021 sein zweites juristisches Staatsexamen in Dresden ab. Hartewig wurde 2022 als Rechtsanwalt zugelassen. Er ist eigener Aussage nach konfessionslos und ledig.

## Partei
Hartewig ist seit 2010 Mitglied der Jungen Liberalen. Von 2015 bis 2018 war er Landesvorsitzender der Jungliberalen Aktion Sachsen. Dem Landesvorstand der sächsischen FDP gehört er seit 2015 an, von 2019 bis 2021 als deren stellvertretender Landesvorsitzender. Am 6. November 2021 wurde er auf dem Landesparteitag zum Generalsekretär der FDP Sachsen unter der neugewählten Landesvorsitzenden Anita Maaß gewählt. Im April 2025 wurde Toralf Einsle auf diese Position als sein Nachfolger gewählt. 

## Abgeordneter
Zur Bundestagswahl 2021 kandidierte Hartewig für das Direktmandat im Wahlkreis 161 (Mittelsachsen). Er wurde über die Landesliste (Platz drei) seiner Partei in den Bundestag gewählt. Im 20. Deutschen Bundestag war Hartewig ordentliches Mitglied im Rechtsausschuss und im Sportausschuss. Er war zudem Sprecher für Sportpolitik für die Fraktion der Freien Demokraten.